# Léon Sultan
Léon Réne Sultan (in arabo ليون سلطان‎?; Costantina, 13 settembre 1905 – Casablanca, 23 giugno 1945) è stato un attivista marocchino di origine algerina, fondatore del Partito Comunista Marocchino.

## Biografia
Nacque nel 1905 a Costantina, nell'allora Algeria francese, da una famiglia ebraica algerina di otto figli. La sua famiglia deteneva la cittadinanza francese a causa del decreto Crémieux. Suo padre lavorava presso le strutture militari della città.
Studiò legge all'Università di Algeri, e tra il 1925 e il 1929 esercitò la professione di avvocato presso il suo ufficio legale a Costantina. Nel 1929, si trasferì a Casablanca, dove si unì ad un gruppo di giovani socialisti, socializzando sia con i musulmani che con gli ebrei della città. Parlava fluentemente arabo e francese.
Nel 1936, le attività dei movimenti comunisti furono legalizzate in seguito alla vittoria del Fronte Popolare in Francia. Una sezione del Partito Comunista Francese fu stabilita anche in Marocco, con base a Casablanca, e Léon Sultan ne divenne segretario. Il gruppo raccolse perlopiù intellettuali. Léon Sultan scrisse articoli per Clarté, un settimanale pubblicato dal gruppo. Nel 1939, il Partito Comunista Francese e la sezione marocchina furono sciolte in seguito al patto Molotov-Ribbentrop. In seguito fu escluso dalla sua professione dalle leggi antisemite del Governo di Vichy. Nel 1943, i movimenti comunisti si riattivarono in Morocco e Léon Sultan divenne segretario del Partito Comunista Marocchino.
Si offrì volontario per combattere in Europa nella seconda guerra mondiale. Fu tenente nel quinto reggimento dei tirailleurs marocchini. Combatté in Alsazia, lungo il Reno, nella Foresta palatina, a Württemberg, in Baviera e in Austria, dove nel 29 aprile 1945 venne ferito. Continuò a combattere come capo della sua sezione, senza essere stato ricoverato fino all'11 maggio 1945.
Tornò a Casablanca nel mese di giugno, dove avrebbe dovuto ultimare la sua guarigione. Il suo ritorno venne celebrato dal Partito Comunista e da altre organizzazioni politiche sue sostenitrici. Morì improvvisamente il 23 giugno 1945, per un ictus dovuto alle complicazioni del suo infortunio all'ospedale militare di Casablanca. In seguito alla sua morte, Ali Yata assunse la direzione del partito.